# ستبردم سه‌نواره وولی
ستبردم سه‌نواره وولی (نام علمی: Myoictis leucura) نام یک گونه از تبار ستبردم‌تباران است.